# Ромеру, Силвиу
Силвиу Васконселос да Силвейра Рамос Ромеру (порт. Sílvio Romero; 21 апреля 1851, Лагарту, Сержипи — 18 июня 1914, Рио-де-Жанейро) — бразильский литературовед, поэт, прозаик, фольклорист, философ, социолог, педагог, профессор философии права на юридическом и социальном факультете университета Рио-де-Жанейро, историк литературы. Член Бразильской академии литературы (1897—1914).

## Биография
Сын торговца. В 1873 году получил высшее юридическое образование, после в 1870-х годах работал во многих газетах Пернамбуку и Рио-де-Жанейро.
В 1875 году он был избран провинциальным депутатом от города Эстансия. Дебютировал как поэт, в 1878 году.
Представитель бразильского литературного движения кондоризм[pt]. Один из основоположников ресифской школы в философии, противопоставлявшей теологическому идеализму, эклектизму и позитивизму материалистический монизм, объясняющий все явления природы изменениями единой материальной субстанции. Сторонник революционного преобразования общества. На формирование его взглядов решающее влияние оказали механистический материализм Э. Геккеля и позитивизм Г. Спенсера. Воззрения Ромеру близки к материализму («Философия в Бразилии», 1878). Первым исследовал бразильскую литературу как социально обусловленное явление («История бразильской литературы», 1888; «Очерки социологии и литературы», 1901).
Среди его работ: «Философия Бразилии» (1878), «Бразильская литература» (2 тома, 1888), «Энсайос де социология и литература» (1900) и «Отец Португалии» (1906).

## Избранные публикации
- Cantos do Fim do Século (1878)
- Cantos Populares do Brasil (1883)
- Últimos Harpejos (1883)
- Contos Populares do Brasil (1885)
- Uma Esperteza (1887)
- Parnaso Sergipano (1889)
- Folclore Brasileiro (1897)